# Kys mig farvel
Kys mig farvel er en dansk kortfilm fra 2015 instrueret af Sofie Amalie Grandt.

## Medvirkende
- Malene Beltoft Olsen, Kvinde
- Morten Holst, Mand